# Roland Lacher

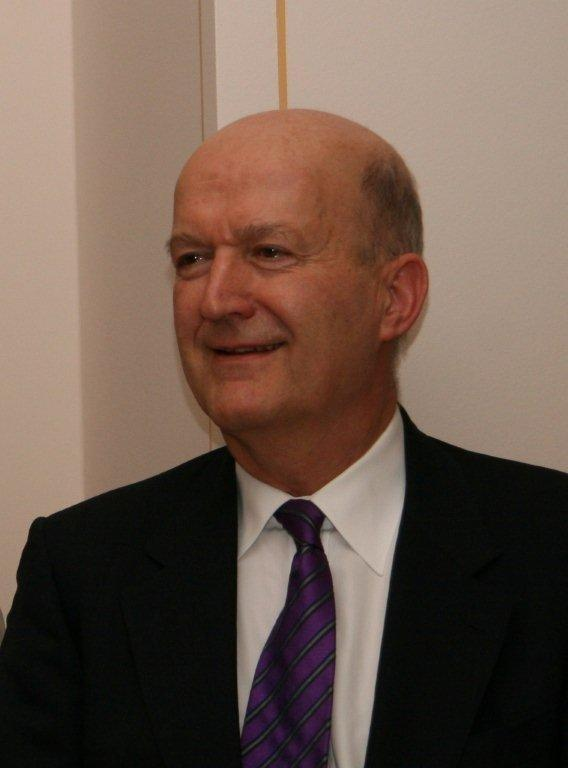
Roland Lacher (2012)

Roland Lacher (* 22. August 1942 in Wien) ist ein deutscher Ingenieur und Unternehmer.

## Leben
Lacher besuchte das humanistische Arndt-Gymnasium Krefeld. Nach dem Abitur absolvierte er ein Praktikum in der von Ernst Schiess gegründeten Maschinenfabrik in Düsseldorf. Danach studierte er Maschinenbau mit Schwerpunkt Betriebs- und Fertigungstechnik an der Technischen Universität München. Er wurde im November 1962 Mitglied des Corps Cisaria und bekleidete im Wintersemester 1966/67 das Amt des Seniors im Münchner Senioren-Convent.
Als Diplom-Ingenieur wurde er Direktionsassistent in der Produktion von Krauss-Maffei. 1975 wechselte er zur Maschinenfabrik Engel in Schwertberg, Österreich, später zu Passavant in Aarbergen, WIBAU in Gelnhausen und Leybold Anlagenbau in Hanau. Als Management-Buy-out von Leybold gründete er 1995 zusammen mit einem Kollegen und zwei Finanz-Investoren Singulus Technologies als GmbH in Kahl am Main. Als Vorstandsvorsitzender brachte er den Hersteller von Maschinen zur CD- und DVD-Produktion an die Deutsche Börse in Frankfurt am Main. Mit der Blu-ray Disc führte er das Unternehmen an die Weltspitze. 2005 übernahm es den Konkurrenten Steag HamaTech. Mit der Entwicklung  von Vakuum-Beschichtungsanlagen für Halbleiter und Produktionsanlagen zur Herstellung von Solarzellen wurden zusätzliche Geschäftsfelder aufgebaut. 2006–2011 war Lacher Aufsichtsratsvorsitzender.